# Charinidae
Los carínidos (Charinidae) son una familia de arácnidos perteneciente al orden Amblypygi. Es la familia más grande en Amblypygi con 51 Amblypygi especies  descritas, repartidas en tres géneros. De estas especies, 27 se ubican en el género Charinus.

## Géneros
- Catageus Thorell, 1889
- Charinus Simon, 1892
- Sarax Simon, 1892